# 2022年世界水泳選手権フィジー選手団
2022年世界水泳選手権フィジー選手団は、2022年6月18日から7月3日までハンガリーのブダペストで開催された第19回世界水泳選手権のフィジー選手団、およびその競技結果。

## 選手団
- 人員: 選手 2人

## 選手名簿・結果
| 選手               | 種目           | 予選      | 予選 | 準決勝   | 準決勝   | 決勝     | 決勝     |
| 選手               | 種目           | 結果      | 順位 | 結果     | 順位     | 結果     | 順位     |
| ------------------ | -------------- | --------- | ---- | -------- | -------- | -------- | -------- |
| タイチ・ヴァカサマ | 男子100m平泳ぎ | 1分02秒86 | 37位 | 予選敗退 | 予選敗退 | 予選敗退 | 予選敗退 |
| タイチ・ヴァカサマ | 男子200m平泳ぎ | 2分17秒49 | 30位 | 予選敗退 | 予選敗退 | 予選敗退 | 予選敗退 |
| シャイアン・ロヴァ | 女子50m自由形  | 27秒82    | 50位 | 予選敗退 | 予選敗退 | 予選敗退 | 予選敗退 |
| シャイアン・ロヴァ | 女子100m自由形 | 1分00秒75 | 40位 | 予選敗退 | 予選敗退 | 予選敗退 | 予選敗退 |